# Muntbladroller
De muntbladroller (Phalonidia manniana) is een nachtvlinder uit de familie bladrollers (Tortricidae). De wetenschappelijke naam is voor het eerst geldig gepubliceerd in 1839 door Fischer v. Roslerstamm.
De soort heeft een spanwijdte van 10 tot 13 millimeter. Hij gebruikt gebruikt Mentha (munt), Inula (alant), Lycopus en Alisma plantago-aquatica (grote waterweegbree) als waardplanten. De soort is moeilijk te onderscheiden van de wederikbladroller (P. udana).
De soort komt voor in Europa, waaronder in België en Nederland. 